# Oakdale (Louisiana)
Oakdale is een plaats (city) in de Amerikaanse staat Louisiana, en valt bestuurlijk gezien onder Allen Parish.

## Demografie
Bij de volkstelling in 2000 werd het aantal inwoners vastgesteld op 8137.
In 2006 is het aantal inwoners door het United States Census Bureau geschat op 8022, een daling van 115 (-1.4%).

## Geografie
Volgens het United States Census Bureau beslaat de plaats een oppervlakte van
13,2 km², waarvan 13,1 km² land en 0,1 km² water. Oakdale ligt op ongeveer 35 m boven zeeniveau.

## Plaatsen in de nabije omgeving
De onderstaande figuur toont nabijgelegen plaatsen in een straal van 24 km rond Oakdale.